# Hannes Alfvén
Hannes Olof Gösta Alfvén (Norrköping, Svédország, 1908. május 30. – Djursholm, Svédország, 1995. április 2.) svéd Nobel-díjas plazmafizikus. Villamosmérnöknek tanult, és annak is tartotta magát, mégis fizikát tanított az egyetemen, az elektromágnesség professzora lett a Plazmafizika Tanszéken. Később amerikai egyetemeken dolgozott.

## Életrajz
Hannes Alfvén 1908-ban Norrköpingben született. Szülei, Johannes Alfvén és Anna-Clara Romanus, mindketten gyakorló orvosok voltak. Nagybátyja, Hugo Alfvén ismert zeneszerző és karnagy volt.
1926-tól Alfvén fizikát és filozófiát tanult az Uppsalai Egyetemen, 1934-ben kapta meg a doktori címet „az ultrarövid elektromágneses hullámok vizsgálatáért”. Még abban az évben elkezdett oktatni fizika-docensként. 1937-ben állást kapott a stockholmi Fizikai Nobel-Intézetben, majd 1940-ben a Királyi Műszaki Intézet professzora lett az elektromágneses elmélet és az elektromos mérések területén.
1935-ben feleségül vette Alfvén Kerstin Maria Eriksont, Rolf Erikson mérnök és Maria Uddenberg lányát. Öt gyermeket neveltek fel együtt: Cecilia, Inger, Gösta, Reidun és Berenike. Az egyetlen fiú, Gösta orvos lett; Inger újságírónő, egy másik lány pedig ügyvéd.
Alfvén többek között tagja volt a Svéd Királyi Tudományos Akadémiának és a Nemzetközi Tudományos Akadémiának. Azon kevesek közé tartozott, akik egyszerre voltak tagjai az amerikai és a szovjet tudományos akadémiának is. Ellenezte a svéd nukleáris programot. 1967-ben átköltözött a Szovjetunióba, ahol több évig maradt. Később az Egyesült Államokba ment, és elfogadta a Kaliforniai Egyetem (San Diego) által felajánlott állást.
1995-ben halt meg, 86 éves korában.
Az Alfvén-hullámot (a plazma mechanikai hullámait), az Alfvén-sebességet (amivel az Alfvén-hullámok haladnak) és az 1778 Alfvén nevű kisbolygót nevezték el a tiszteletére, ez utóbbit az asztrofizikai teljesítményének elismeréseképpen.

## Tudományos élet
Jelentős eredményeket ért el a plazmafizikában. Ezek a sarki fénnyel, a Van Allen sugárzási övekkel, a földi mágneses viharokkal, a magnetoszférával, az üstökösök csóvájának kialakulásával, a Naprendszer kialakulásával, és a galaxisokban található plazma dinamikájával (plazma kozmológia) kapcsolatosak.
1937-ben, amíg mások a csillagközi teret vákuumnak gondolták, és úgy vélték, hogy abban elektromos áram nem folyhat, addig ő azzal érvelt, hogy a világűrt plazma tölti ki, ami vezeti az elektromos áramot, és a galaxisoknak is lehet mágneses terük.
1943-ban kidolgozta a napfoltok és a napciklus elméletét.
Miután 1970-ben megnyerte a fizikai Nobel-díjat a magnetohidrodinamika kidolgozásáért, azt mondják, azzal töltötte élete további részét, hogy meggyőzze a tudósokat, hogy a mágneses tér csak a történet egyik fele, és az elektromos áramok még fontosabb szerepet játszanak a Világegyetemben. 1974-ben műholdak igazolták egyik elméleti munkáját a sarki fény elektromos áramairól, amely Kristian Birkeland korábbi munkáján alapszik: felfedezték a Birkeland-áramokat.
Munkásságára az elméleti eredmények széles körű alkalmazása volt jellemző. A Naprendszer keletkezésére új elméletet dolgozott ki. Ez megoldotta az impulzusmomentum naprendszerbeli eloszlásának évszázados problémáját.
Olof Johannesson álnéven írott The Great Computer: A Vision (1968) című tudományos-fantasztikus szatírája 1982-ben magyar nyelven is megjelent a Kozmosz Fantasztikus Könyvek sorozatban A nagy számítógép címen.

## Kitüntetései
- Alfvén 1970-ben megosztva megkapta a fizikai Nobel-díjat (Louis Néel (1904–2000) francia fizikussal) „a magnetohidrodinamika területén tett alapvető felfedezéseiért és ennek a plazmafizika különböző területein gyümölcsöző felhasználásáért”.
- Az angol Királyi Csillagászati Társulat aranyérme (1967)
- Az amerikai Franklin Intézet aranyérme (1971)
- A szovjet Tudományos Akadémia Lomonoszov-aranyérme (1971)
- William Bowie-érem (1988)[3]

## Publikációi
- Cosmical Electrodynamics (1950)
- Origin of the Solar System (1953)
- Cosmical Electrodynamics – Fundamental Principles - Alfvén, Fälthammar (1963)
- Evolution of the Solar System - Alfvén, Gustaf Arrhenius (1976)